# منطقة شكودر
منطقة شكودر (بالألبانية: Rrethi i Shkodrës) هي واحدة من ستة وثلاثين منطقة تقع في ألبانيا وهي جزء من مقاطعة شكودر.[بحاجة لمصدر]
والتي تفككت في سنة 2000, وهي الآن جزا من مقاطعة شكودر, وحسب إحصاء سكان لعام 2010 هناك 185,646 الف نسمة وتقع على مساحة كلية من 1,973 كيلومتر مربع وهي في شمال الدولة، وعاصمتها شقودرة.